# Alan Ameche
Lino Dante Amici, detto Alan (Kenosha, 1º settembre 1933 – Houston, 8 agosto 1988), soprannominato The Iron Horse. Giocò per tutta la carriera nel ruolo di fullback con i Baltimore Colts della National Football League (NFL). Al college giocò a football all'Università del Wisconsin vincendo Heisman Trophy, il massimo riconoscimento individuale a livello universitario. È celebre per avere segnato il touchdown della vittoria nella finale del campionato NFL 1958, gara divenuta nota come "la più grande partita mai giocata".

## Carriera professionistica
Ameche fu scelto come terzo assoluto nel Draft NFL 1955 dai Baltimore Colts, con cui giocò fino 1960. Nella sua prima stagione guidò la lega in yard corse, venendo premiato come rookie dell'anno, inserito nel First-team All-Pro e convocato per il primo di quattro Pro Bowl consecutivi. Mantenne una media di 4,2 yard corse a portata in carriera e il suo record per yard corse nelle prime tre gare in carriera fu superato solo nel 2005 da Carnell "Cadillac" Williams.
Ameche è ricordato in particolare per il suo ruolo nella finale di campionato del 1958 allo Yankee Stadium, dove segnò il touchdown della vittoria dei Colts su una corsa da una yard nei tempi supplementari, battendo i Giants 23-17. Fu il suo secondo touchdown di giornata, dopo che ne aveva segnato uno da 2 yard nel secondo quarto.
Ameche finì la sua relativamente breve carriera dopo sei stagioni nella NFL a causa di un infortunio, correndo 4.045 yard, ricevendo 101 passaggi per 733 yard e segnando 44 touchdown.

## Palmarès

### Franchigia
- Campionati NFL : 2

Baltimore Colts: 1958, 1959

### Individuale
- Convocazioni al Pro Bowl: 4

1955, 1956, 1957, 1958
- First-team All-Pro: 1

1955
- Rookie dell'anno - 1955
- Leader in yard corse della NFL: 1

1955
- Leader della NFL in touchdown su corsa: 1

1955
- Formazione ideale della NFL degli anni 1950
- Heisman Trophy - 1954
- College Football Hall of Fame